# Mários Kátsis
Mários Kátsis (en grec moderne : Μάριος Κάτσης), né le 6 mars 1985 à Ioannina, est un homme politique grec.

## Biographie
Aux élections législatives grecques de janvier 2015, il est élu député au Parlement grec sur la liste de la SYRIZA dans la circonscription de la Thesprotie.